# Mary Kay Bergman
Mary Kay Bergman (* 5. Juni 1961 in Los Angeles, Kalifornien; † 11. November 1999 ebenda) war eine US-amerikanische Synchronsprecherin mit zahlreichen Rollen und Kleinauftritten im Fernsehen.

## Leben und Wirken
Bergman war am bekanntesten als die Stimme der meisten weiblichen Charaktere in der Serie South Park und dem gleichnamigen Kinofilm aus dem Jahre 1999. Unter anderem sprach sie die Charaktere Liane Cartman, die Mutter von Eric Cartman; Sheila Broflovski, die Mutter von Kyle Broflovski; Sharon Marsh, die Mutter von Stan Marsh; Mrs. McCormick, die Mutter von Kenny McCormick; sowie Wendy Testaburger. Im Alter von 38 Jahren nahm sie sich durch einen Kopfschuss das Leben. Sie litt an Depressionen.

## Filmografie

### Fernsehen
- Oh Yeah! Cartoons: Timmy Turner, weitere Stimmen
- South Park: Mrs. Cartman, Mrs. Broflovski, Mrs. Marsh, Mrs. McCormick, Ms. Crabtree, Wendy Testaburger und weitere

### Kino
- 1996: Der Glöckner von Notre Dame (The Hunchback of Notre Dame): Quasimodos Mutter
- 1999: South Park: Der Film – größer, länger, ungeschnitten (South Park: Bigger, Longer & Uncut): Unterschiedliche Rollen
- 1999: Deep Blue Sea: Stimme des Papageis
- 2000: Die Abenteuer von Santa Claus (The Life & Adventures of Santa Claus)

## Belege
1. ↑  Liste aller South-Park-Charaktere, synchronisiert von Mary Kay Bergman (Memento des Originals vom 19. Juli 2011 im Internet Archive)  Info: Der Archivlink wurde automatisch eingesetzt und noch nicht geprüft. Bitte prüfe Original- und Archivlink gemäß Anleitung und entferne dann diesen Hinweis.

| Personendaten    | Personendaten                                                    |
| ---------------- | ---------------------------------------------------------------- |
| NAME             | Bergman, Mary Kay                                                |
| KURZBESCHREIBUNG | US-amerikanische Synchronsprecherin mit kleinen Schauspielrollen |
| GEBURTSDATUM     | 5. Juni 1961                                                     |
| GEBURTSORT       | Los Angeles, Kalifornien                                         |
| STERBEDATUM      | 11. November 1999                                                |
| STERBEORT        | Los Angeles, Kalifornien                                         |